# А група 1970/71
Сезон 1970/71 е 47-ото издание на най-горната дивизия в българския шампионат по футбол.  Групата е съставена от 16 отбора, играе се всеки срещу всеки в две срещи на разменено гостуване. За победа се начисляват 2 точки, за равенство 1, а за загуба не се начисляват точки. Последните два отбора отпадат в Б група. Новите отбори в групата са Лъсков (Ямбол) и Чардафон-Орловец (Габрово), които за първи път в своята история участват в елитното ни първенство. Актуален шампион е Левски-Спартак (София). Средна посещаемост - 10 660 зрители на мач

## Участващи отбори
Отборите са подредени по азбучен ред.
| Отбор            | Място           | Стадион          | Капацитет | Треньор             |
| ---------------- | --------------- | ---------------- | --------- | ------------------- |
| Академик         | София           | Академик         | 10 000    | Борислав Миленов    |
| Ботев            | Враца           | Христо Ботев     | 22 000    | Илия Панев          |
| Дунав            | Русе            | Градски          | 20 000    | Здравко Душанов     |
| Етър             | Велико Търново  | Ивайло           | 15 000    | Петър Шатров        |
| ЖСК Славия       | София           | Славия           | 32 000    | Георги Берков       |
| Левски-Спартак   | София           | Георги Аспарухов | 45 000    | Рудолф Витлачил     |
| Локомотив        | Пловдив         | Локомотив        | 20 000    | Стефан Паунов       |
| Лъсков           | Ямбол           | Николай Лъсков   | 18 000    | Константин Костов   |
| Марек            | Станке Димитров | Бончук           | 18 000    | Иван Радоев         |
| Марица           | Пловдив         | Марица           | 8000      | Михаил Душев        |
| Спартак          | Плевен          | Спартак          | 15 000    | Костадин Господинов |
| Тракия           | Пловдив         | Христо Ботев     | 27 000    | Георги Чакъров      |
| ЦСКА             | София           | Народна армия    | 31 000    | Манол Манолов       |
| Чардафон-Орловец | Габрово         | Христо Ботев     | 20 000    | Александър Илиев    |
| Черно море       | Варна           | Черно море       | 10 000    | Георги Димитров     |
| Черноморец       | Бургас          | Девети септември | 22 000    | Никола Коларов      |

- Софийските отбори използват също Национален стадион „Васил Левски“ и „Раковски“ (Левски и Академик).
- Пловдивските отбори използват също стадион „Девети септември“.
- Черно море домакинства и на стадион „Юрий Гагарин“.
- Спартак (Плевен) домакинства и на стадион „Слави Алексиев“.

## Обобщение на сезона
ЦСКА „Септемврийско знаме“ отново става шампион след пауза от една година, печелейки своята 15-ата титла. Битката с Левски-Спартак обаче е изключително оспорвана. Двата гранда завършват с равен брой точки, като ЦСКА се класира на 1-во място заради по-добра голова разлика. Най-добрият дотогава сезон в историята си изнася Ботев (Враца). На полусезона врачани дори са на второ място във временното класиране след ЦСКА. Пролетта обаче е изключително успешна за футболистите на Левски, които печелят 28 от 30 възможни точки, а за Ботев остават бронзовите медали. От групата изпада тима на Марица (Пловдив), който печели едва четири победи по време на кампанията и завършва на последно място.

### Любопитни факти
- Най-възрастният играч в първенството през сезон 1970/71 е 36-годишният Александър Божилов (Ботев Вр), който е роден през 1934 г.
- По време на сезона вратарят на ЦСКА Стоян Йорданов поставя рекорд в А група, ненадминат и до днес - изиграва 1202 минути без да допусне гол.
- На 28 юни 1971 г., в последния 30-и кръг от сезона, футболните звезди Георги Аспарухов и Никола Котков изиграват последния мач в живота си – Левски побеждава ЦСКА с 1:0 във Вечното дерби. Два дни по-късно загиват в автомобилна катастрофа край Витиня.

## Класиране
| Отбор | Отбор                          | М  | П  | Р  | З  | Г.Р.  | Г.Р. | Т  |
| ----- | ------------------------------ | -- | -- | -- | -- | ----- | ---- | -- |
| 1     | ЦСКА „Септемврийско знаме“     | 30 | 21 | 6  | 3  | 74:21 | +53  | 48 |
| 2     | Левски-Спартак (София) (ш)     | 30 | 21 | 6  | 3  | 59:22 | +37  | 48 |
| 3     | Ботев (Враца)                  | 30 | 17 | 4  | 9  | 51:31 | +20  | 38 |
| 4     | Локомотив (Пловдив)            | 30 | 14 | 7  | 9  | 55:42 | +13  | 35 |
| 5     | Тракия (Пловдив)               | 30 | 13 | 6  | 11 | 53:50 | +3   | 32 |
| 6     | ЖСК-Славия (София)             | 30 | 12 | 7  | 11 | 53:41 | -12  | 31 |
| 7     | Черно море (Варна)             | 30 | 11 | 6  | 13 | 37:42 | -5   | 28 |
| 8     | Чардафон-Орловец (Габрово) (н) | 30 | 11 | 6  | 13 | 42:52 | -10  | 28 |
| 9     | Спартак (Плевен)               | 30 | 10 | 7  | 13 | 46:47 | -1   | 27 |
| 10    | Марек (Станке Димитров)        | 30 | 9  | 9  | 12 | 37:41 | -4   | 27 |
| 11    | Дунав (Русе)                   | 30 | 10 | 7  | 13 | 32:45 | -13  | 27 |
| 12    | Етър (Велико Търново)          | 30 | 10 | 7  | 13 | 33:49 | -16  | 27 |
| 13    | Лъсков (Ямбол) (н)             | 30 | 8  | 9  | 13 | 26:47 | -21  | 25 |
| 14    | Академик (София)               | 30 | 6  | 11 | 13 | 33:41 | -8   | 23 |
| 15    | Черноморец (Бургас)            | 30 | 6  | 7  | 17 | 33:66 | -33  | 19 |
| 16    | Марица (Пловдив)               | 30 | 4  | 9  | 17 | 28:55 | -27  | 17 |

Забележка:
- След края на сезона ЖСК-Славия (София) се разделя на два отбора – Локомотив и Славия. И двата нови отбора получават място в А РФГ. Поради тази причина съставът на А РФГ за следващия сезон е увеличен до 18 отбора, като е решено през сезон 1970/71 да изпадне само един отбор. Активите на ЖСК-Славия са добавени към отбора на Славия (София).

## Голмайстори
|    | Футболист         | Отбор            | Голове |
| -- | ----------------- | ---------------- | ------ |
| 1. | Димитър Якимов    | ЦСКА             | 26     |
| 2. | Георги Каменов    | Ботев (Вр)       | 20     |
| 3. | Христо Бонев      | Локомотив (Пд)   | 17     |
| 4. | Петър Жеков       | ЦСКА             | 16     |
| 5. | Георги Василев    | Локомотив (Пд)   | 15     |
| 5. | Георги Георгиев   | Черноморец / ЖСК | 15     |
| 7. | Йосиф Харалампиев | Чардафон-Орловец | 14     |
| 7. | Сашо Паргов       | Марек            | 14     |
| 7. | Тотко Дремсизов   | Черноморец       | 14     |
| 7. | Стоян Маринов     | Дунав            | 14     |

## Състав на шампиона ЦСКА „Септемврийско знаме“
| Футболист         | Пост           | Мачове | Голове |
| ----------------- | -------------- | ------ | ------ |
| Стоян Йорданов    | Вратар         | 21     | 0      |
| Йордан Филипов    | Вратар         | 14     | 0      |
| Петър Топчев      | Вратар         | 2      | 0      |
| Димитър Пенев     | Защитник       | 30     | 2      |
| Иван Тишански     | Защитник       | 8      | 0      |
| Божил Колев       | Защитник       | 24     | 1      |
| Борис Гаганелов   | Защитник       | 22     | 0      |
| Кирил Станков     | Защитник       | 15     | 0      |
| Иван Зафиров      | Защитник       | 29     | 1      |
| Илия Чалев        | Защитник       | 3      | 0      |
| Аспарух Никодимов | Полузащитник   | 30     | 12     |
| Борис Станков     | Полузащитник   | 5      | 0      |
| Цветан Атанасов   | Полузащитник   | 28     | 4      |
| Пламен Янков      | Полузащитник   | 13     | 0      |
| Георги Денев      | Полузащитник   | 30     | 6      |
| Димитър Марашлиев | Нападател      | 28     | 4      |
| Димитър Якимов    | Нападател      | 29     | 26     |
| Владимир Данчев   | Нападател      | 9      | 0      |
| Петър Жеков       | Нападател      | 27     | 16     |
| Манол Манолов     | Старши треньор |        |        |

## Най-добрите играчи на сезона
22-мата най-добри футболисти за сезон 1970/71 по постове са обявени в годишното издание „Футбол-72“ на Българската федерация по футбол
- Вратари: Стоян Йорданов (ЦСКА); Цветан Тасев (Ботев Вр)
- Крайни защитници: Милко Гайдарски (Левски); Стефан Величков (Етър); Стефан Аладжов (Левски); Николай Пенков (Ботев Вр)
- Централни защитници: Димитър Пенев (ЦСКА); Добромир Жечев (Левски); Божил Колев (ЦСКА); Ангел Ценов (Ботев Вр)
- Халфове: Христо Бонев (Локо Пд); Димитър Якимов (ЦСКА); Тодор Паунов (Локо Пд); Георги Сапинев (Марек)
- Крила: Васил Митков (Левски); Георги Василев (Локо Пд); Младен Василев (Академик); Цветан Веселинов (Левски)
- Централни нападатели: Петър Жеков (ЦСКА); Георги Аспарухов (Левски); Петко Петков (Берое); Атанас Михайлов (ЖСК Славия)